# Leckingsen
Leckingsen ist ein Stadtteil der Stadt Iserlohn im Sauerland. Früher gehörte die Ortschaft zur Gemeinde Hennen, die am 1. Januar 1975 nach Iserlohn eingemeindet wurde.
Leckingsen liegt südlich des Iserlohner Stadtteils Kalthof und nordwestlich der Iserlohner Heide. Die Ortschaft besteht großteils aus landwirtschaftlichen Betrieben und ist dünn besiedelt. Für den statistischen Bezirk Kalthof–Leckingsen–Refflingsen werden 3.428 Einwohner ausgewiesen.